# The Illustrated War News
The Illustrated War News est un magazine britannique publié pendant la Première Guerre mondiale et traitant de l'actualité autour de celle-ci en mettant en valeur des photographies des évènements.

Il est publié par la société éditrice de l'Illustrated London News afin de proposer plus de photographies et d'illustrations sur le conflit en cours.
De parution hebdomadaire, la publication cesse avant la fin de la guerre après le dernier numéro du 10 avril 1918 en raison de la pénurie de papier.